# Municipio de Divide (condado de Buffalo)
Divide Township era una subdivisión territorial del condado de Buffalo, Nebraska, Estados Unidos. Fue disuelta en enero de 2015.

## Geografía
La subdivisión estaba ubicada en las coordenadas 40°49′13″N 99°07′56″O / 40.82028, -99.13222 (40.820298, -99.132090). Según la Oficina del Censo de los Estados Unidos, tenía una superficie total de 107.63 km², de los cuales 107.60 km² correspondían a tierra firme y 0.03 km² estaban cubiertos de agua.

## Demografía
Según el censo de 2010, en ese momento había 386 personas residiendo en la zona. La densidad de población era de 3.6 hab./km². El 99.22 % de los habitantes eran blancos y el 0.78 % eran de una mezcla de razas. Del total de la población, el 1.04 % eran hispanos o latinos de cualquier raza.